# استان بورگس
بورگُس (Burgos) استانی در شمال اسپانیا و در شمال شرقی بخش خودمختار کاستیا-لئون است.

## تاریخ
این استان که از شمالی‌ترین استان‌های اسپانیا است، در قرن نهم میلادی توسط آلفونسو، پادشاه لئون از فرمانروایان اسلامی بازپس گرفته شد.
از آن پس برای پیشگیری از پیشروی مسلمانان در اینجا دژهای بسیاری ساخته شد تا جایی که به سرزمین دژها (به لاتین: castella) شهرت یافت.

## جغرافیا
این استان هم‌مرز با استان‌های پالنسیا، کانتابریا، بیسکای، آلابا، لاریوخا، سوریا، سگویا و بالادولید است.
این استان ۳۶۹ دهستان دارد.

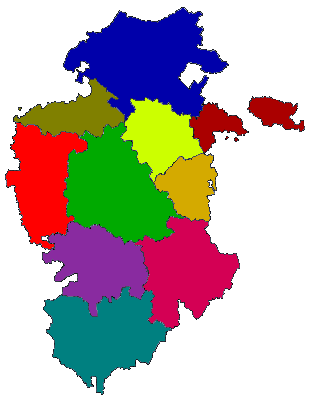

بورگس دارای ۱۴٬۳۰۰ کیلومتر مربع مساحت و ۳۵۲٫۲۷۳ (۲۰۰۲) نفر جمعیت است.
مرکز آن شهر بورگس است.
نیمی از مردم در مرکز استان زندگی می‌کنند.
جدا از بورگس، میراندا د ابرو (Miranda de Ebro) و آراندا د دوئرو (Aranda de Duero) تنها شهرستان‌های بزرگ استان هستند.
پرآبترین رودهای استان ابرو و دوئرو می‌باشند.